# S-300
O S-300 é um sistema de mísseis terra-ar com alcance de 100 km projetado em 1979 pela Rússia O míssil S-300 é uma série de mísseis terra-ar com alcance de >300 km projetado em 2012 pela Rússia.
O projeto tornou-se  prioritário após o míssil de cruzeiro lançado do ar ALKM ser introduzido na URSS, paralelamente ao desenvolvimento do míssel ocidental SAM Patriot. Posteriormente chamado de S-300, o sistema de defesa anti-aérea é o principal da Rússia desde 1975.
Diferentes versões do S-300 estão em serviço em muitos países da CEI, Eslováquia, Bulgária, Croácia, Grécia, Turquia, China, Vietnã, Venezuela  e Argélia.
Nos anos 1990, os EUA compraram componentes do S-300 para estudo. Foi construído o sistema de mísseis antiaéreos sul-coreano Cheolmae-2 usando a base tecnologica dos mísseis.
Às vésperas do colapso da União Soviética, o país possuía cerca de 3.000 unidades do S-300 em diferentes versões. Mesmo sem nunca ter participado de combates reais, os resultados dos exercícios de tiro com o S-300 realizados por países detentores mostram que o sistema é muito eficaz e supera seu par americano, o Patriot, em muitas caraterísticas.

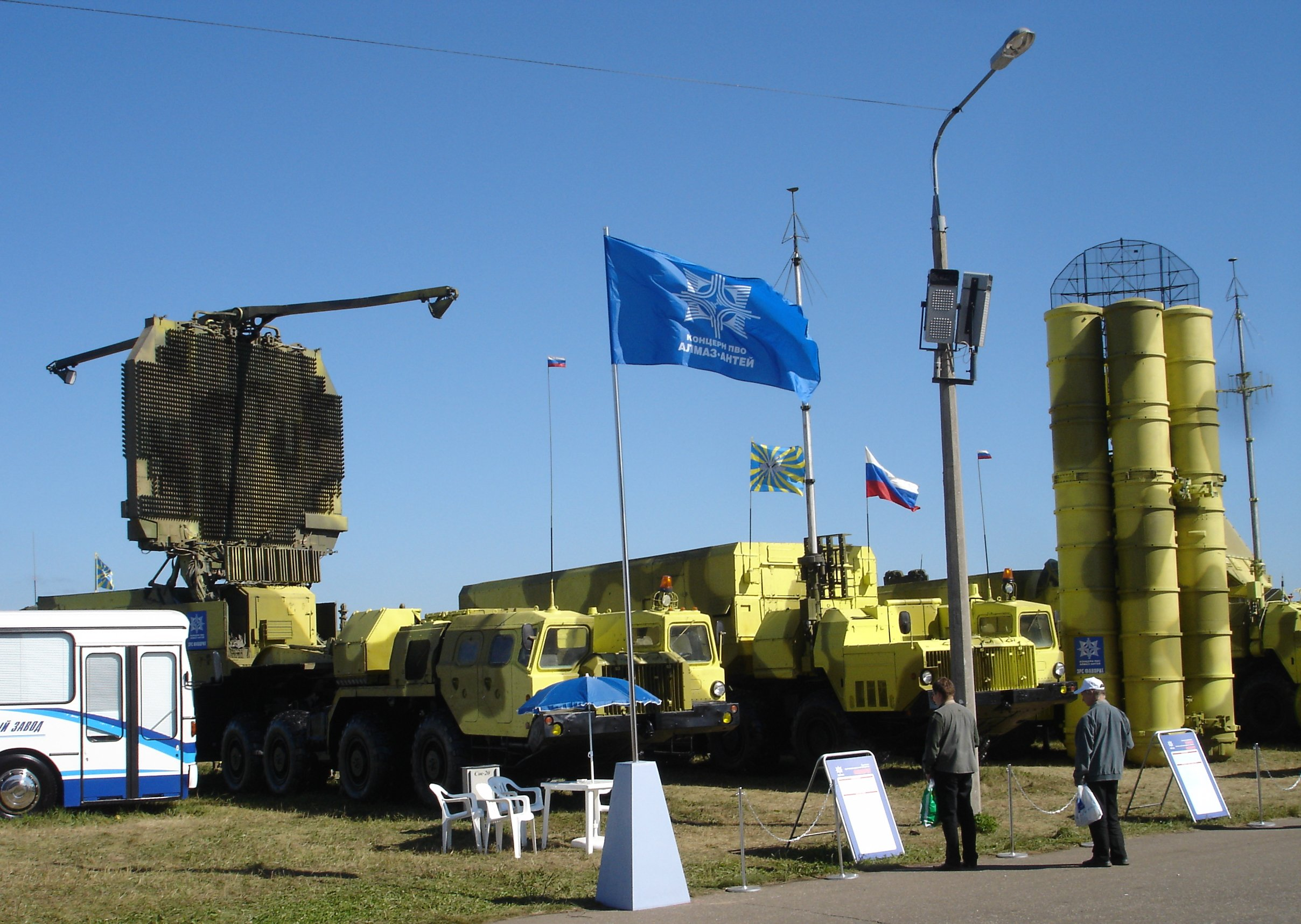
S-300PMU-2.
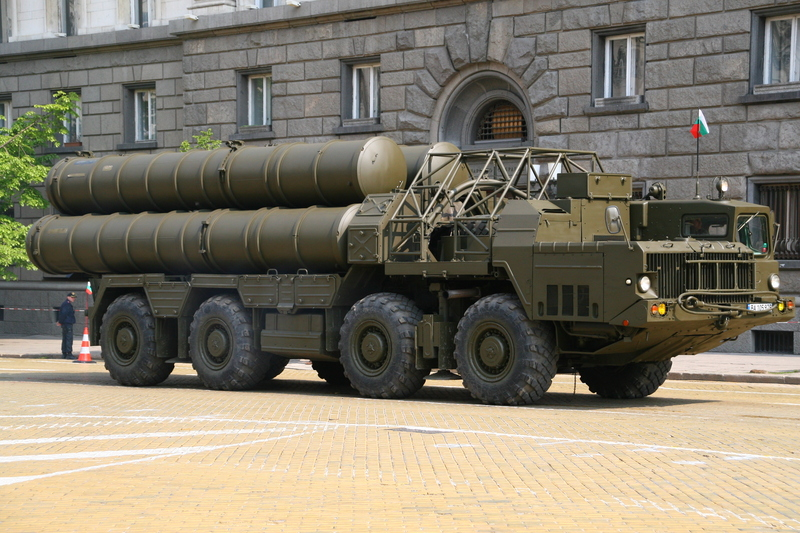
S-300 búlgaro.
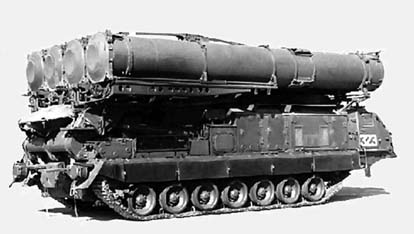
Um sistema S-300V
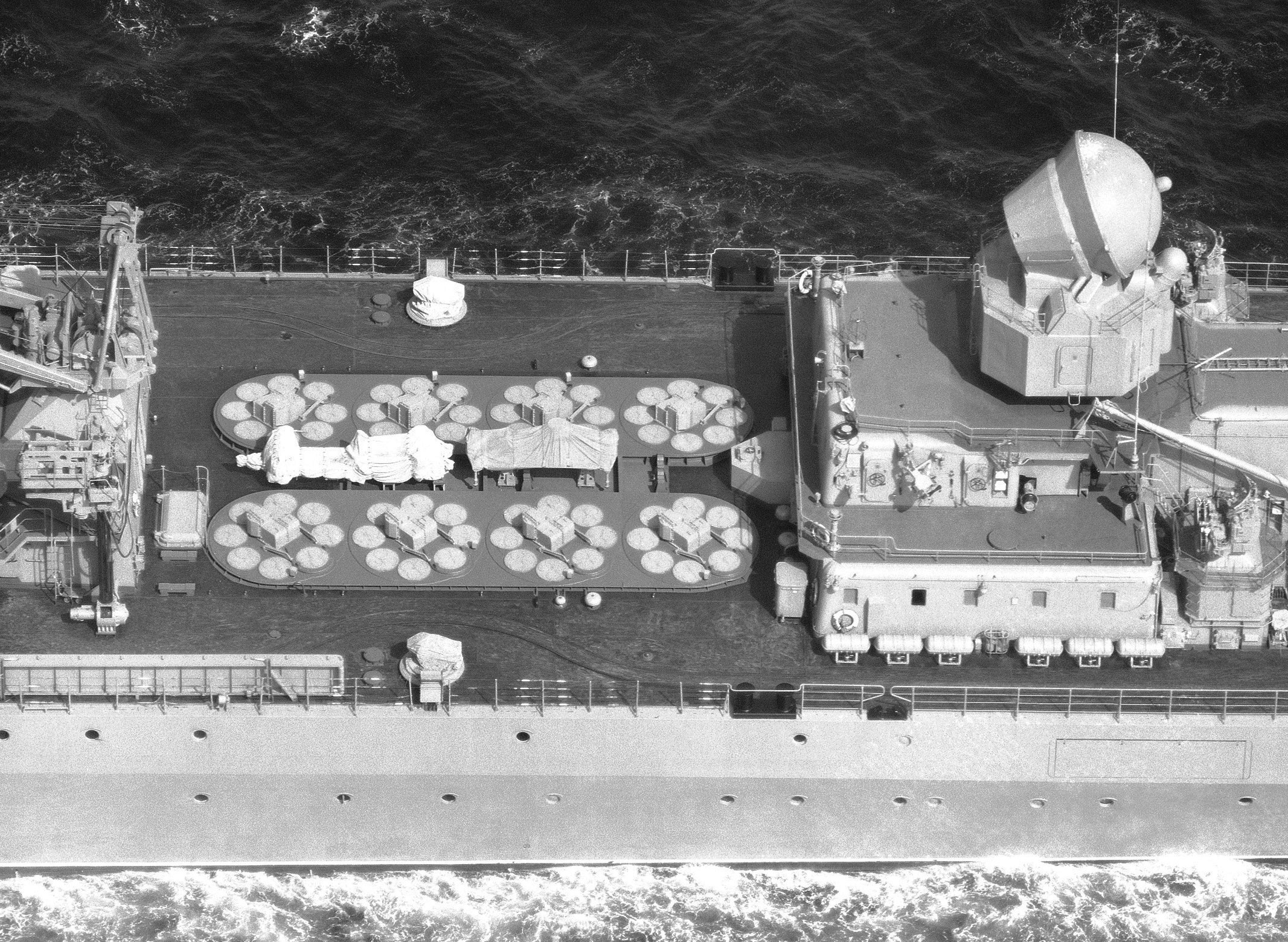
Sistema em navio designação SA-N-6 no navio Cruzador Marechal Ustinov